# Estación de Matehuala
Matehuala fue una estación de trenes que se encuentra en Matehuala, San Luis Potosí.

## Historia
La estación se edificó sobre la línea de Vanegas-Matehuala. Esta estación fue construida por la empresa del antiguo Ferrocarril de Potrero, Vanegas y Río Verde el 22 de mayo de 1883. El 4 de junio de 1888 la expresada concesión se modificó en el sentido que la vía pudiera prolongarse hasta Matehuala y Vanegas uniendo por medio de un ramal la Ciudad de Catorce á Carretas. Así mismo, por decreto, el 28 de agosto de 1888 se concedió que la vía pudiera prolongarse hasta Río Verde.
En la antigua estación de carga estaban las oficina del jefe de estación, los empleados de carros y guías, el cajero. Funcionó de 1888 hasta 1994, luego fue concesionada hacia Kansas City Southern de México.